# الیگوساکاریدهای شیر انسان
الیگوساکاریدهای شیر انسان (انگلیسی: Human milk oligosaccharide) یا گلیکان‌های شیر انسان یا به اختصار اچ‌ام‌او (HMO)، پلیمرهای کوتاهی از قندهای ساده هستند که در غلظت‌های بالا در شیر مادر یافت می‌شود. الیگوساکاریدهای شیر انسان باعث تقویت سیستم ایمنی بدن می‌شوند، می‌توانند عفونت‌های بیماری‌زا را کاهش دهند و رشد و توانایی شناختی مغز را بهبود بخشند. مشخصات الیگوساکاریدهای شیر مادر با تحریک انتخابی بیفیدوباکترها و سایر انواع باکتری‌ها، فلور میکروبی دستگاه گوارش را تشکیل می‌دهد.

## عملکرد

ساختار شیمیایی '۲-فوکوزیل‌لاکتوز متشکل از زیر واحدهای لاکتوز و فوکوز

برخلاف سایر اجزای شیر مادر که از طریق شیردهی توسط شیرخوار جذب می‌شود، HMOها برای نوزادان شیرخوار غیرقابل هضم هستند. با این حال، آنها دارای اثر پری‌بیوتیک هستند و به عنوان غذا برای باکتری‌های روده، به ویژه بیفیدوباکترها استفاده می‌شوند. حضور پُرتعداد این باکتری‌های مفید روده، رشد و تجمع را به باکتری‌های بیماری‌زا (پروبیوز) را کاهش می‌دهد و در نتیجه میکروبیوتای روده سالم را ارتقا می‌دهد و خطر عفونت‌های خطرناک روده کم می‌شود. مطالعات اخیر نشان می‌دهد که الیگوساکاریدهای شیر انسان به‌طور قابل توجهی خطر ابتلا به عفونت‌های ویروسی و باکتریایی را کاهش می‌دهند و در نتیجه احتمال ابتلا به اسهال و بیماری‌های تنفسی نیز کم می‌شود.
این عملکرد محافظتی الیگوساکاریدهای شیر مادر به محض تماس با برخی عوامل بیماری‌زا خاص مانند باکتری‌ها یا ویروس‌ها نمایان می‌شود. این میکروب‌ها توانایی اتصال به گیرنده‌های گلیکان (گیرنده‌های زنجیرهٔ بلند مولکول‌های قند متصل در سطح سلول‌های انسانی) دارند که در سطح سلول‌های روده قرار دارند و در نتیجه می‌توانند سلول‌های مخاط روده را آلوده کنند. محققان کشف کرده‌اند که الیگوساکاریدهای شیر مادر، شکل گیرنده‌های گلیکان را تقلید می‌کنند، بنابراین پاتوژن‌ها به جای سلول‌های روده، خود را به الیگوساکاریدها متصل می‌کنند. این امر خطر ابتلا به عفونت با یک میکروب بیماری‌زا را کاهش می‌دهد. همچنین نشان داده شده‌است که این الیگوساکاریدها قادرند به چندین ویروس روده مانند نوروویروس‌ها و ویروس نوروالک متصل شوند و علاوه بر این، می‌توانند میزان ویروس آنفولانزا و ویروس سین‌سیشیال تنفسی را کاهش دهند.
همچنین به نظر می‌رسد که الیگوساکاریدهای شیر انسان بر واکنش سلول‌های خاص سیستم ایمنی بدن تأثیر می‌گذارند به نحوی که پاسخ‌های التهابی را کاهش می‌دهند. همچنین گمان می‌رود که این الیگوساکاریدها خطر ابتلای نوزادان نارس به بیماری بالقوه کشندهٔ انتروکولیت نکروزان را کم می‌کند.
برخی از متابولیت‌ها مستقیماً بر دستگاه عصبی یا مغز اثر می‌گذارند و گاهی ممکن است در درازمدت بر رشد و رفتار کودکان اثرگذار باشند. مطالعاتی وجود دارد که نشان می‌دهد برخی الیگوساکاریدها، اجزای سیالیک اسید را در اختیار کودک قرار می‌دهند. سیالیک اسید یک مادهٔ مغذی ضروری برای رشد مغز و توانایی‌های ذهنی کودک است.
در آزمایش‌هایی که برای تعیین مناسب بودن الیگوساکاریدهای شیر انسان به‌عنوان منبع پری‌بیوتیک کربن برای باکتری‌های روده طراحی شده‌اند، مشخص شد که این قند برای یک باکتری همسفره به نام «بیفیدوباکتریا لونگوم بیووار اینفانتیس» بسیار انتخابی هستند. وجود ژن‌های منحصر به فرد «بیفیدوباکتریا لونگوم»، از جمله گلیکوزیدازهای هم‌تنظیم، و کارایی آن در استفاده از این الیگوساکاریدها به عنوان منبع کربن ممکن است حاکی از تکامل همزمان الیگوساکاریدهای شیر انسان و توانایی ژنتیکی برخی باکتری‌ها برای استفاده از آنها باشد.

## توزیع طبیعی
به نظر می‌رسد الیگوساکاریدهای شیر در انسان نسبت به سایر حیوانات فراوان‌تر و پیچیده‌تر و متنوع‌تر هستند. الیگوساکاریدهای موجود در شیر نخستی‌سانان معمولاً پیچیده‌تر و متنوع‌تر از غیرنخستی‌سانان هستند.
الیگوساکاریدهای شیر انسان (HMOs) سومین جزء جامد فراوان (محلول یا امولسیون یا سوسپانسیون در آب) در شیر انسان را بعد از لاکتوز و چربی تشکیل می‌دهند. بسته به مراحل شیردهی، این الیگوساکاریدها در غلظت ۱۱٫۳ تا ۱۷٫۷ گرم در لیتر در شیر انسان وجود دارند. تقریباً ۲۰۰ الیگوساکارید شیر انسان که از نظر ساختاری متفاوت هستند، شناخته شده‌است و می‌توان آنها را به الیگوساکاریدهای فوکوزیله، سیالیله و هسته‌خنثی طبقه‌بندی کرد. ترکیب الیگوساکاریدهای شیر انسان در شیر مادر برای هر مادر، متفاوت است و در طول دوره شیردهی هم فرق می‌کند. الیگوساکارید غالب در ۸۰ درصد از زنان، ۲'-فوکوزیل‌لاکتوز است که در شیر مادر با غلظت تقریباً ۲٫۵ گرم در لیتر وجود دارد؛ سایر الیگوساکاریدهای فراوان شامل لاکتو-اِن-تترائوز، لاکتو-ان-نئوتترائوز و لاکتو-N-فوکوپنتائوز هستند. با مطالعات متعدد مشخص شده‌است که غلظت هر یک از الیگوساکاریدهای شیر انسان در طول دوره‌های مختلف شیردهی (آغوز، دوره انتقالی، شیر کامل و شیرهای پایانی) تغییر می‌کند و به عوامل مختلفی مانند وضعیت ترشح‌کننده ژنتیکی مادر و طول دوره بارداری بستگی دارد.
| مخفف     | نام                               | آغوز (۰–۵ روز) | مرحله انتقالی (۶–۱۴ روز) | شیر کامل (۱۵–۹۰ روز) | پایانی (بیشتر از ۹۰ روز) |
| 2'FL     | '۲-فوکوزیل‌لاکتوز                  | ۳٫۱۸           | ۲٫۰۷                     | ۲٫۲۸                 | ۱٫۶۵                     |
| LNDFH-I  | لاکتو-اِن-دی‌فوکوهگزائوز-۱          | ۱٫۰۳           | ۱٫۰۶                     | ۱٫۱۰                 | ۰٫۸۷                     |
| LNFP-I   | لاکتو-اِن-دی‌فوکوپنتائوز-۱          | ۰٫۸۳           | ۱٫۱۱                     | ۰٫۸۳                 | ۰٫۴۱                     |
| LNFP-II  | لاکتو-اِن-دی‌فوکوپنتائوز-۲          | ۰٫۷۸           | ۰٫۳۳                     | ۰٫۷۸                 | ۰٫۲۷                     |
| LNT      | لاکتو-اِن-تترائوز                  | ۰٫۷۳           | ۱٫۰۷                     | ۰٫۷۴                 | ۰٫۶۴                     |
| 3-FL     | ۳-فوکوزیل‌لاکتوز                   | ۰٫۷۲           | ۰٫۵۹                     | ۰٫۷۲                 | ۰٫۹۲                     |
| 6'-SL    | '۶-سیالیل‌لاکتوز                   | ۰٫۴۰           | ۰٫۷۱                     | ۰٫۴۰                 | ۰٫۳۰                     |
| DSLNT    | دی‌سیالیل‌لاکتو-اِن-تترائوز          | ۰٫۳۸           | ۰٫۶۷                     | ۰٫۳۸                 | ۰٫۲۲                     |
| LNnT     | لاکتو-اِن-نئوتترائوز               | ۰٫۳۷           | ۰٫۴۷                     | ۰٫۳۷                 | ۰٫۱۹                     |
| DFL      | دی‌فوکوزیل‌لاکتوز                   | ۰٫۲۹           | ۰٫۵۶                     | ۰٫۲۹                 | ۰٫۲۷                     |
| FDS-LNH  | فوکوزیل‌دی‌سیالیل‌لاکتو-اِن-هگزائوز ۱ | ۰٫۲۸           | N/A                      | ۰٫۲۹                 | ۰٫۱۲                     |
| LNFP-III | لاکتو-اِن-فوکوپنتائوز ۳            | ۰٫۲۶           | ۰٫۳۷                     | ۰٫۲۶                 | ۰٫۲۳                     |
| 3'SL     | '۳-سیالیل‌لاکتوز                   | ۰٫۱۹           | ۰٫۱۳                     | ۰٫۱۹                 | ۰٫۱۳                     |

## کاربردهای دیگر
- شیر خشک: اصولاً در گذشته الیگوساکاریدها بخشی از شیر خشک کودک نبودند و کودکانی که با شیشه شیر تغذیه می‌شدند، نمی‌توانستند از اثرات مثبت آنها بر سلامتی بهره‌مند شوند. با این حال اخیراً الیگوساکاریدها بیشتری از جمله '۲-فوکوسیلاکتوز و لاکتو-اِن-نئوتترائوز به عنوان مکمل به شیرخشک‌های جدید امروزی نوزاد اضافه می‌شوند.[۱۲][۱۳]
- سندرم روده تحریک‌پذیر: الیگوساکاریدهای شیر انسان برای درمان علائم سندرم روده تحریک‌پذیر (IBS) نیز استفاده می‌شود، که یک اختلال گوارشی است که ۱۰ تا ۱۵ درصد از شهروندان کشورهای توسعه یافته را درگیر نموده‌است. درمان ۱۲ هفته‌ای با مخلوط خوراکی الیگوساکاریدهای شیر انسان بهبود قابل توجهی در کیفیت زندگی بیماران مبتلا نشان داد.[۱۴]

## ساخت و تولید

### بیوسنتز در انسان
همه الیگوساکاریدهای شیر انسان‌ها از لاکتوز مشتق می‌شوند که می‌توانند دارای چهار مونوساکارید (N-استیل D-گلوکزآمین، D-گالاکتوز، سیالیک اسید و/یا L-فوکوز) باشد تا با هم یک الیگوساکارید را تشکیل دهند. تنوع الیگوساکاریدهای شیر در مادران به دو آنزیم خاص، آلفا۱–۲-فوکوزیل‌ترانسفراز (FUT2) و آلفا۱–۳/۴-فوکوزیل‌ترانسفراز (FUT3) بستگی دارد. شیر مادرانی که آنزیم آلفا۱–۲-فوکوزیل‌ترانسفراز غیرفعال دارند حاوی الیگوساکاریدهای آلفا۱–۲-فوکوزیله نیست و به همین ترتیب با آنزیم آلفا۱–۳/۴-فوکوزیل‌ترانسفراز غیرفعال‌شده، تقریباً هیچ الیگوساکارید آلفا۱–۴-فوکازیله یافت نمی‌شود. به‌طور معمول ۲۰٪ از جمعیت جهانی مادران آنزیم آلفا۱–۲-فوکوزیل‌ترانسفراز فعال ندارند، اما همچنان آنزیم آلفا۱–۳/۴-فوکوزیل‌ترانسفراز فعال دارند، در حالی که ۱٪ از مادران نه آنزیم FUT2 و نه FUT3 فعال دارند.
| گروه‌های شیر | طبقه‌بندی ژنتیک        | وضعیت لوئیس (حضور آنزیم FUT3) | وضعیت ترشحی (حضور آنزیم FUT2) | الیگوساکارید اصلی مترشحه                                       | فراوانی تخمینی در سطح جهان |
| ۱           | لوئیس مثبت، ترشحی     | بله                           | بله                           | 2'FL, 3-FL, DFL, LNT, LNnT, LNFP-I, LNFP-II, LNDFH-I, LNDFH-II | ۷۰٪                        |
| ۲           | لوئیس مثبت، غیر ترشحی | بله                           | خیر                           | 3-FL, LNT, LNnT, LNFP-II, LNFP-III, LNDFH-II                   | ۲۰٪                        |
| ۳           | لوئیس منفی، ترشحی     | خیر                           | بله                           | 2'FL, 3-FL, DFL, LNT, LNnT, LNFP-I, LNFP-III                   | ۹٪                         |
| ۴           | لوئیس منفی، غیر ترشحی | خیر                           | خیر                           | 3-FL, LNT, LNnT, LNFP-III, LNFP-V                              | ۱٪                         |

### سنتز آنزیمی
ساخت و تولید آنزیمی الیگوساکاریدهای شیر انسان از طریق ترانس‌گالاکتوزیلاسیون، یک روش کارآمد برای تولید آن در مقیاس بالاست. می‌توان از موادی همچون p-نیتروفنیل-β-گالاکتوپیرانوزید، اوریدین دی‌فسفات گالاکتوز و لاکتوز در فرایند ترانس‌گالاکتوزیلاسیون استفاده شوند. به‌طور خاص، لاکتوز ممکن است به عنوان یک مولکول اهداکننده یا یک گیرنده در انواع واکنش‌های آنزیمی عمل کند و در مقادیر زیادی از آب پنیر (به‌عنوان یک محصول فرآوری مشترک از تولید پنیر) به دست می‌آید. با این حال، اطلاعات منتشر شده‌ای وجود ندارد که مراحل تولید این قندها را در مقیاسی چنین بزرگ توصیف کند.

### تولید صنعتی
الیگوساکاریدهای شیر انسان را می‌توان در مقادیر زیاد با استفاده از روش‌های تخمیر صنعتی دقیق تولید کرد به عنوان مثال، با استفاده از باکتری غیر بیماری‌زای اشریشیا کُلی. در این فرایند لاکتوز به عنوان مولکول پیش‌ساز اضافه می‌شود که سپس با مونومرهای قند دیگر آراسته می‌شود تا یک مولکول الیگوساکارید تشکیل شود. پس از فرایند تخمیر صنعتی، الیگوساکارید از باکتری‌ها جداسازی، تخلیص، متبلور، خشک و سپس بسته‌بندی می‌شوند و در نهایت با سایر اجزای شیر خشک، مخلوط می‌گردند.